# Ortzaize
Ortzaize (en francès i oficialment Ossès), és una comuna de la Baixa Navarra (Nafarroa Behera), un dels set territoris que formen el País Basc, al departament dels Pirineus Atlàntics i a la regió de la Nova Aquitània. Limita amb les comunes de Makea al nord, Irisarri a l'est, Arrosa i Bidarrai a l'oest, Jatsu al sud-est, i Azkarate i Izpura al sud.

## Demografia
| Evolució de la població |       |       |       |       |       |       |       |       |
| 1793                    | 1800  | 1806  | 1821  | 1831  | 1836  | 1841  | 1846  | 1851  |
| 3 347                   | 2 021 | 2 152 | 2 302 | 2 064 | 2 309 | 2 182 | 2 135 | 2 169 |

| 1856  | 1861  | 1866  | 1872  | 1876  | 1881  | 1886  | 1891  | 1896  |
| ----- | ----- | ----- | ----- | ----- | ----- | ----- | ----- | ----- |
| 2 018 | 2 004 | 1 923 | 1 867 | 1 785 | 1 819 | 1 784 | 1 804 | 1 846 |

| 1901  | 1906  | 1911  | 1921  | 1926  | 1931  | 1936  | 1946  | 1954 |
| ----- | ----- | ----- | ----- | ----- | ----- | ----- | ----- | ---- |
| 1 814 | 1 960 | 2 089 | 1 914 | 1 130 | 1 155 | 1 098 | 1 045 | 953  |

| 1962 | 1968 | 1975 | 1982 | 1990 | 1999 | 2006 | 2011 | 2016 |
| ---- | ---- | ---- | ---- | ---- | ---- | ---- | ---- | ---- |
| 989  | 845  | 731  | 678  | 692  | 694  | -    | -    | -    |

| 2019 | - | - | - | - | - | - | - | - |
| ---- | - | - | - | - | - | - | - | - |
| -    | - | - | - | - | - | - | - | - |

## Administració
| Data d'elecció                               | Identitat    | Qualitat |
| -------------------------------------------- | ------------ | -------- |
| Les dades anteriors a 1995 són desconegudes. |              |          |
| 1995                                         | Martin Elgue |          |
| 2001                                         | Martin Elgue |          |